# ヒポクラテスたち
『ヒポクラテスたち』は、大森一樹監督による日本映画。1980年公開。自らも医大生であった大森監督が、モラトリアムの最後の1年を通して、医大生たちの日常を生き生きと描いた青春映画。

## ストーリー
1970年代も末の京都。荻野愛作（古尾谷雅人）は洛北医科大学の最終学年6回生。医学生の最終学年は様々な医科の臨床実習にあてられ、6〜7人のグループに分けられる。愛作のグループには、親が医者でなんとなく医大に進学した河本（光田昌弘）、医療への情熱に燃える大島（狩場勉）、すでに妻子のある年長者の加藤（柄本明）、野球少年あがりの王（西塚肇）、紅一点の優等生みどり（伊藤蘭）がいた。愛作と学生たちは様々な不安や問題を抱え、時に激しく議論し殴り合いながらも、次第に医者の卵として成長していく。
愛作は医学部図書館に勤める順子と交際していたが、順子は妊娠し、町の小さな産婦人科医院で中絶手術を受けた。しかし、術後の具合が思わしくなく、実家に近い病院に入院するために京都を去って行った。
外科手術を初めて見学したり、経験を積んで行く愛作たち。救急医療の現場で死亡する急患を目にした みどり は失神しかけ、人の死を見続ける医者の仕事に自分が耐えられるか真剣に悩み始めた。
順子が中絶手術を受けた町の産婦人科医が無免許で逮捕された。この医院で中絶した女性の多くが、ニセ医者の手術により不妊になったと知り、錯乱する愛作。順子の実家に電話をかけて結婚すると泣き叫び、大学病院で大暴れした愛作は取り押さえられた。
精神科病棟に入院する愛作。数ヶ月で退院した彼は復学し、遅れたが無事に卒業した。医師になれなかった者もいたが、愛作の仲間たちは各地の病院に巣立って行った。

## エピソード
後に名脇役俳優となる斉藤洋介、内藤剛志の映画デビュー作であり、また日活ロマンポルノを活動の場としていた古尾谷雅人にとっては初の一般作品となった。
ロケーションは大森の母校である京都府立医科大学をはじめ、同校の橘井寮、東邦大学医学部（合格発表、図書室、解剖学実習室、手話場面、卒業記念写真などのシーン）、東京都三鷹市の井之頭病院など実在する医療機関が使用され、京都市内各地や吹田市内の東海道線高架下や沿線沿いも使用されている。
「普通の女の子に戻りたい」という名言と共に芸能界を引退した伊藤蘭（元キャンディーズ）の復帰作でもあり、念願の「普通の女の子」に戻ったはずが、短期間で「異常な芸能界に舞い戻った」ことで当時のマスコミから叩かれた。以後、伊藤は女優として活動するようになる。一部では、大手芸能事務所から独立するために、このくらいの空白期間（干されている期間）が必要だったのでは、という見方もあった（1978年に引退、1980年に復帰）。大森監督は映画の中で伊藤に「蘭」というタバコを吸わせている。
また、当時のひとりの医学生の目線を通して、未来の医学界を危惧したり、医療制度の疑問などを織り交ぜて描かれてあり、実際の徳州会病院の関係者が出演するなど、医療関係者にも興味深く、印象深い作品として迎えられた。
医学博士でもある漫画家の手塚治虫が小児科の教授役で、また同じく医師（精神科医）である北山修（クレジットは「自切俳人」）や、大森が敬愛する映画監督の鈴木清順などが特別出演している。
一部（デモのシーン）に8ミリムービーフイルムが素材として使われている。
劇中の「人間の病気で名前が付いているものが約2万5000、その中で治療法が分かっているものが約5000」の引用元としてマイケル・クライトンの小説『緊急の場合は』が言及されている。
大森によると「そのあとのヒポクラテスたち」という続編の構想もあったとされるが、斉藤と内藤が売れて多忙になったことに加え、2003年に古尾谷が死去したことにより頓挫した。斉藤は彼の葬儀の席で、本作における古尾谷の出演シーンを見て、涙が止まらなかったという。

## スタッフ
- 製作 - 佐々木史朗
- 監督・脚本 - 大森一樹
- 撮影 - 堀田泰寛
- 音楽 - 千野秀一（ダウン・タウン・ブギウギ・バンド）

## キャスト
- 荻野愛作 - 古尾谷雅人
- 木村みどり - 伊藤蘭
- 河本一郎 - 光田昌弘
- 大島修 - 狩場勉
- 加藤健二 - 柄本明
- 王龍明 - 西塚肇
- 中原順子 - 真喜志きさ子
- 西村英二 - 小倉一郎
- 南田慎太郎 - 内藤剛志
- 渡辺大介 - 金子吉延
- 本田俊平 - 斎藤洋介
- 神崎靖邦 - 阿藤海
- 中原剛 - 池内琢磨
- 中原虎一 - 牟田悌三
- 高木敬三 - 加納省吾
- 野口英雄 - 宮崎雄吾
- 吉川克巳 - 村上正次
- 吉川直子 - 角替和枝
- 内科教授 - 草薙幸二郎
- 写真屋 - 森本レオ
- 小児科教授 - 手塚治虫
- 放射線科講師 - 自切俳人（ジキルハイド）（北山修）
- 怪盗 - 鈴木清順
- 村中助手 - 軒上泊
- 徳松助教授 - 原田芳雄
- 河本清三郎 - 渡辺文雄
- 医学部長 - 幡井勉
- テレビレポーター - 二瓶正也

## 作品の評価
噂の眞相は「面白いがタメにならない」と評した。

## 受賞
- 第54回キネマ旬報ベスト・テン日本映画部門第3位
- 第2回ヨコハマ映画祭助演女優賞（伊藤蘭）
- 第5回報知映画賞主演男優賞（古尾谷雅人）

## メディア展開
- 2015年5月13日に、HDデジタルリマスターでBlu-ray版とDVD版が発売[3]。